# Virgen María - Mater dolorosa (El Greco, tipo II)
Virgen María o Mater Dolorosa, es un tema poco abundante dentro del corpus pictórico del Greco. En su catálogo razonado sobre la obra de este pintor, Harold Wethey distingue dos modelos diferentes sobre este tema. A diferencia de lo que ocurre con Virgen María - Mater dolorosa (Tipo I), no ha llegado hasta nuestros días ninguna obra del segundo tipo, que se considere completamente autógrafa del maestro.

## Análisis de las obras
A diferencia del tipo-I, aquí la Virgen María dirige su rostro y su mirada hacia la derecha. En este modelo vemos sus manos, que están en forma de oración. Su cabeza está cubierta con un velo de color claro, y viste un manto verde, que contrasta delante del fondo marrón oscuro. 

## Versiones

### Versión de la Gemäldegalerie de Berlín

#### Datos técnicos y registrales
- Pintura al óleo sobre lienzo;
- Dimensiones: 62 x 42 cm.
- Datación: hacia 1587-90;
- Catalogado por Wethey con el n º. 99 y por Tiziana Frati con la referencia 60-d.[2]

#### Comentario sobre la obra
Según Wethey, es una obra del Greco con colaboración de su taller, y se trata de la mejor versión conocida que ha llegado hasta nuestros días.

#### Procedencia
1. Marqués de Cubas, Madrid;
2. Marqués de Santa María de la Sisla;
3. Hilda Harris, Londres (hacia 1940-1964);
4. Comprado por el museo de Berlín en 1964.

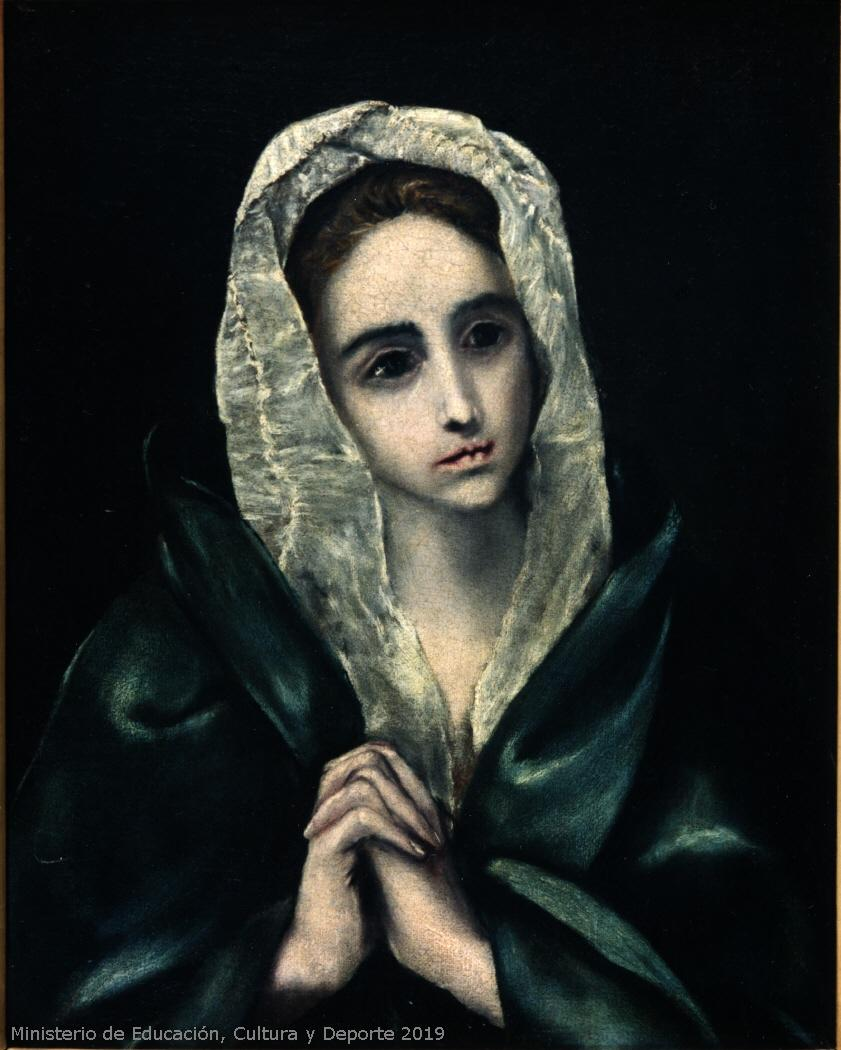
Versión del Museo Lázaro Galdiano

### Versión del Museo Lázaro Galdiano

#### Datos técnicos y registrales
- Madrid, Museo Lázaro Galdiano, n º de inventario: 1534;
- Pintura al óleo sobre lienzo;
- Dimensiones: 42 x 35 cm, según Wethey (43 x 35 cm, según el Ministerio de Cultura);
- Datación: 1587-1595, según Soehner (1580-1585, según el Ministerio de Cultura);[4]
- Catalogado por Wethey con el n º. X-121 y por Tiziana Frati con la referencia 60-d.

#### Comentario sobre la obra
Es una pintura floja y muy restaurada. Adquirido por José Lázaro Galdiano antes de 1913.

### Versión de la colección Thyssen (¿anteriormente?)

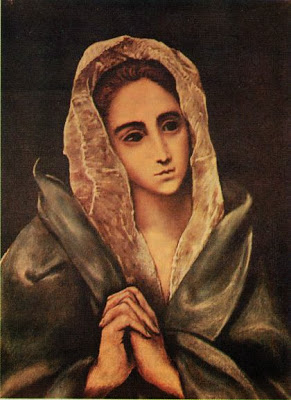
Versión de la Colección Thyssen (antiguamente)

#### Datos técnicos y registrales
- Pintura al óleo sobre lienzo;
- Dimensiones: 65 x 50 cm;
- Copia del siglo XVII;
- Se restauró en el año 1962;
- Catalogado por Wethey con el n º. X-119 y por Tiziana Frati con la referencia 60-b.

#### Comentario sobre la obra
En mediocre estado de conservación, 

#### Procedencia
1. Benigno de la Vega-Inclán, Madrid;
2. Felix Schlayer, Madrid;
3. Exhibido en la Pinacoteca Antigua de Múnich, en 1926.

### Versión del Museo Brooklyn (¿anteriormente?)

#### Datos técnicos y registrales
- Pintura al óleo sobre lienzo;
- Dimensiones: 68 x 51 cm;
- Datación: comienzos del siglo XVII;
- Catalogado por Wethey con el n º. X-120 y por Tiziana Frati con la referencia 60-b

#### Comentario sobre la obra
Pintura muy restaurada.

#### Procedencia
1. Hernández, Madrid;
2. Comercio del arte, Madrid;
3. Colección Ruiz, Nueva York;
4. Venta en la American Art Association, Nueva York, los días 16 y 18 de diciembre de 1926.[5]